# Akropolis-Turnier 2022
Die 31. Auflage des Akropolis-Basketball-Turniers 2022 fand zwischen dem 17. und 19. August 2022 im Vorort Marousi von Athen statt. Ausgetragen wurden die insgesamt sechs Spiele in der Olympiahalle.
Neben der gastgebenden Griechischen Nationalmannschaft nahmen auch die Nationalmannschaften aus Polen, Türkei sowie Georgien teil.

## Begegnungen
| 17. August 2022 | Türkei       | 101 – 88 | Georgien     |
| 17. August 2022 | Griechenland | 101 – 78 | Polen        |
| 18. August 2022 | Polen        | 87 – 86  | Türkei       |
| 18. August 2022 | Georgien     | 67 – 80  | Griechenland |
| 19. August 2022 | Georgien     | 76 – 87  | Polen        |
| 19. August 2022 | Griechenland | 89 – 80  | Türkei       |

## Tabelle
| Rang | Land         | Punkte | Körbe   |
| ---- | ------------ | ------ | ------- |
| 1    | Griechenland | 6      | 270–225 |
| 2    | Polen        | 5      | 252–263 |
| 3    | Türkei       | 4      | 267–264 |
| 4    | Georgien     | 3      | 231–268 |